# Motörhead (album)
Albums de Motörhead
Overkill
(1979)
Singles
1. Motörhead
Sortie : 10 juin 1977

Motörhead est le premier album studio éponyme du groupe de rock britannique Motörhead. Il est sorti le 21 août 1977 via Chiswick Records et a été produit par Speedy Keen. Il est le premier album officiel du groupe bien que ce dernier avait enregistré On Parole en 1975, mais cet album ne sortira qu'en 1979, une fois que la notoriété du groupe fut établie.

## Historique
Le guitariste "Fast" Eddie Clarke rejoignit le groupe début 1977, dans un premier temps en tant que deuxième guitariste, mais en devint rapidement le seul après le départ de Larry Wallis. Devant le succès mitigé, le groupe décida de se séparer après un dernier concert au Marquee Club de Londres. Ted Carroll, fondateur du label Chiswick Records, décida d'offrir au groupe deux jours de studio pour enregistrer un single. Dès la fin du concert au Marquee, le groupe fonça aux Escape Studios situé à Egerton dans le Kent.
En deux jours, le groupe réenregistra, à l'exception de "Leaving Here" et "Fools", la totalité de l'album On Parole. Deux nouveau titres "White Line Fever" et "Keep Us on the Road" plus la reprise "Train Kept A-Rollin'" complètent l'enregistrement. L'album comprendra seulement huit titres, les quatre autres morceaux sortiront en 1980 sur l'Ep Beer Drinkers and Hell Raisers. La chanson Motörhead sera l'unique single tiré de l'album.
L'album se classa à la 43e place des charts britanniques le 24 septembre 1977.

## Liste des pistes
| 1. | Motörhead                 | Lemmy Kilmister                               | 3:13 |
| 2. | Vibrator                  | Larry Wallis, Des Brown                       | 3:39 |
| 3. | Lost Johnny               | Kilmister, Michael Farren                     | 4:15 |
| 4. | Iron Horse / Born to Lose | Phil Taylor, Mick Brown, Guy "Tramp" Lawrence | 5:21 |

| Face 2 | Face 2                   | Face 2                                | Face 2 | Face 2 | Face 2 | Face 2 | Face 2 | Face 2 | Face 2 |
| No     | Titre                    | Auteur                                | Durée  |        |        |        |        |        |        |
| ------ | ------------------------ | ------------------------------------- | ------ | ------ | ------ | ------ | ------ | ------ | ------ |
| 5.     | White Line Fever         | Kilmister, Eddie Clarke, Taylor       | 2:38   |        |        |        |        |        |        |
| 6.     | Keep Us on the Road      | Kilmister, Clarke, Taylor, Farren     | 5:57   |        |        |        |        |        |        |
| 7.     | The Watcher              | Kilmister                             | 4:30   |        |        |        |        |        |        |
| 8.     | The Train Kept a Rollin' | Myron Bradshaw, Howard Kay, Lois Mann | 3:19   |        |        |        |        |        |        |
| 32:52  |                          |                                       |        |        |        |        |        |        |        |

| Big Beat Records 1988 & Chiswick/Ace Records 2001 CD reissues & remaster bonus tracks | Big Beat Records 1988 & Chiswick/Ace Records 2001 CD reissues & remaster bonus tracks | Big Beat Records 1988 & Chiswick/Ace Records 2001 CD reissues & remaster bonus tracks | Big Beat Records 1988 & Chiswick/Ace Records 2001 CD reissues & remaster bonus tracks | Big Beat Records 1988 & Chiswick/Ace Records 2001 CD reissues & remaster bonus tracks | Big Beat Records 1988 & Chiswick/Ace Records 2001 CD reissues & remaster bonus tracks | Big Beat Records 1988 & Chiswick/Ace Records 2001 CD reissues & remaster bonus tracks | Big Beat Records 1988 & Chiswick/Ace Records 2001 CD reissues & remaster bonus tracks | Big Beat Records 1988 & Chiswick/Ace Records 2001 CD reissues & remaster bonus tracks | Big Beat Records 1988 & Chiswick/Ace Records 2001 CD reissues & remaster bonus tracks |
| No                                                                                    | Titre                                                                                 | Auteur                                                                                | Durée                                                                                 |                                                                                       |                                                                                       |                                                                                       |                                                                                       |                                                                                       |                                                                                       |
| ------------------------------------------------------------------------------------- | ------------------------------------------------------------------------------------- | ------------------------------------------------------------------------------------- | ------------------------------------------------------------------------------------- | ------------------------------------------------------------------------------------- | ------------------------------------------------------------------------------------- | ------------------------------------------------------------------------------------- | ------------------------------------------------------------------------------------- | ------------------------------------------------------------------------------------- | ------------------------------------------------------------------------------------- |
| 9.                                                                                    | City Kids (reprise de Pink Fairies)                                                   | Wallis, Duncan Sanderson                                                              | 3:24                                                                                  |                                                                                       |                                                                                       |                                                                                       |                                                                                       |                                                                                       |                                                                                       |
| 10.                                                                                   | Beer Drinkers and Hell Raisers (reprise de ZZ Top)                                    | Billy Gibbons, Dusty Hill, Frank Beard                                                | 3:27                                                                                  |                                                                                       |                                                                                       |                                                                                       |                                                                                       |                                                                                       |                                                                                       |
| 11.                                                                                   | On Parole                                                                             | Wallis                                                                                | 5:57                                                                                  |                                                                                       |                                                                                       |                                                                                       |                                                                                       |                                                                                       |                                                                                       |
| 12.                                                                                   | Instro                                                                                | Kilmister, Clarke, Taylor                                                             | 2:27                                                                                  |                                                                                       |                                                                                       |                                                                                       |                                                                                       |                                                                                       |                                                                                       |
| 13.                                                                                   | I'm Your Witchdoctor (reprise de John Mayall and the Bluesbreakers)                   | John Mayall                                                                           | 2:58                                                                                  |                                                                                       |                                                                                       |                                                                                       |                                                                                       |                                                                                       |                                                                                       |
| 52:14                                                                                 |                                                                                       |                                                                                       |                                                                                       |                                                                                       |                                                                                       |                                                                                       |                                                                                       |                                                                                       |                                                                                       |

| 40th Anniversary Chiswick/Ace Records 2017 CD reissue & bonus tracks | 40th Anniversary Chiswick/Ace Records 2017 CD reissue & bonus tracks | 40th Anniversary Chiswick/Ace Records 2017 CD reissue & bonus tracks | 40th Anniversary Chiswick/Ace Records 2017 CD reissue & bonus tracks | 40th Anniversary Chiswick/Ace Records 2017 CD reissue & bonus tracks | 40th Anniversary Chiswick/Ace Records 2017 CD reissue & bonus tracks | 40th Anniversary Chiswick/Ace Records 2017 CD reissue & bonus tracks | 40th Anniversary Chiswick/Ace Records 2017 CD reissue & bonus tracks | 40th Anniversary Chiswick/Ace Records 2017 CD reissue & bonus tracks | 40th Anniversary Chiswick/Ace Records 2017 CD reissue & bonus tracks |
| No                                                                   | Titre                                                                | Auteur                                                               | Durée                                                                |                                                                      |                                                                      |                                                                      |                                                                      |                                                                      |                                                                      |
| -------------------------------------------------------------------- | -------------------------------------------------------------------- | -------------------------------------------------------------------- | -------------------------------------------------------------------- | -------------------------------------------------------------------- | -------------------------------------------------------------------- | -------------------------------------------------------------------- | -------------------------------------------------------------------- | -------------------------------------------------------------------- | -------------------------------------------------------------------- |
| 14.                                                                  | Lost Johnny (Mix 2)                                                  | Kilmister, Farren                                                    | 4:17                                                                 |                                                                      |                                                                      |                                                                      |                                                                      |                                                                      |                                                                      |
| 15.                                                                  | City Kids (Mix 1)                                                    | Wallis, Sanderson                                                    | 3:23                                                                 |                                                                      |                                                                      |                                                                      |                                                                      |                                                                      |                                                                      |
| 16.                                                                  | I'm Your Witchdoctor (Alternative Mix)                               | Mayall                                                               | 2:58                                                                 |                                                                      |                                                                      |                                                                      |                                                                      |                                                                      |                                                                      |
| 17.                                                                  | The Watcher (Mix 3)                                                  | Kilmister                                                            | 4:32                                                                 |                                                                      |                                                                      |                                                                      |                                                                      |                                                                      |                                                                      |
| 18.                                                                  | White Line Fever (Mix 7)                                             | Kilmister, Clarke, Taylor                                            | 2:35                                                                 |                                                                      |                                                                      |                                                                      |                                                                      |                                                                      |                                                                      |
| 19.                                                                  | Keep Us on the Road (Mix 1)                                          | Kilmister, Clarke, Taylor, Farren                                    | 6:05                                                                 |                                                                      |                                                                      |                                                                      |                                                                      |                                                                      |                                                                      |
| 20.                                                                  | Motörhead (Alternative Vocals & Guitar Solo)                         | Kilmister                                                            | 3:12                                                                 |                                                                      |                                                                      |                                                                      |                                                                      |                                                                      |                                                                      |
| 79:16                                                                |                                                                      |                                                                      |                                                                      |                                                                      |                                                                      |                                                                      |                                                                      |                                                                      |                                                                      |

## Personnel
Adapté des notes de pochette de l'album.
Motörhead
- Lemmy Kilmister – chant, basse
- Eddie Clarke – guitares, chœurs, chant en duo avec Lemmy sur "Beer Drinkers and Hell Raisers" et "I'm Your Witch Doctor"
- Philthy Animal Taylor – batterie, percussions

Production
- Speedy Keen – producteur
- John Burns – ingénieur
- Adam Skeaping – mastering
- Motörhead – producteurs exécutifs
- Joe Petagno – couverture de l'album

## Classement
| Pays        | Durée du classement | Meilleur classement | Date              |
| ----------- | ------------------- | ------------------- | ----------------- |
| Royaume-Uni | 5 semaines          | 43e                 | 24 septembre 1977 |